# Convolvulus althaeoides
Espèce
Le liseron fausse-guimauve ou liseron de Provence, Convolvulus althaeoides, est une plante de la famille des Convolvulacées.
C'est une plante rampante ou volubile, poilue. Les feuilles sont pétiolées, les inférieures légèrement crénelées, les supérieures lobées.
Les fleurs sont roses à gorge plus foncée.
Ce liseron se trouve en France en Provence et Languedoc-Roussillon, souvent sur le littoral.

## Sous espèces

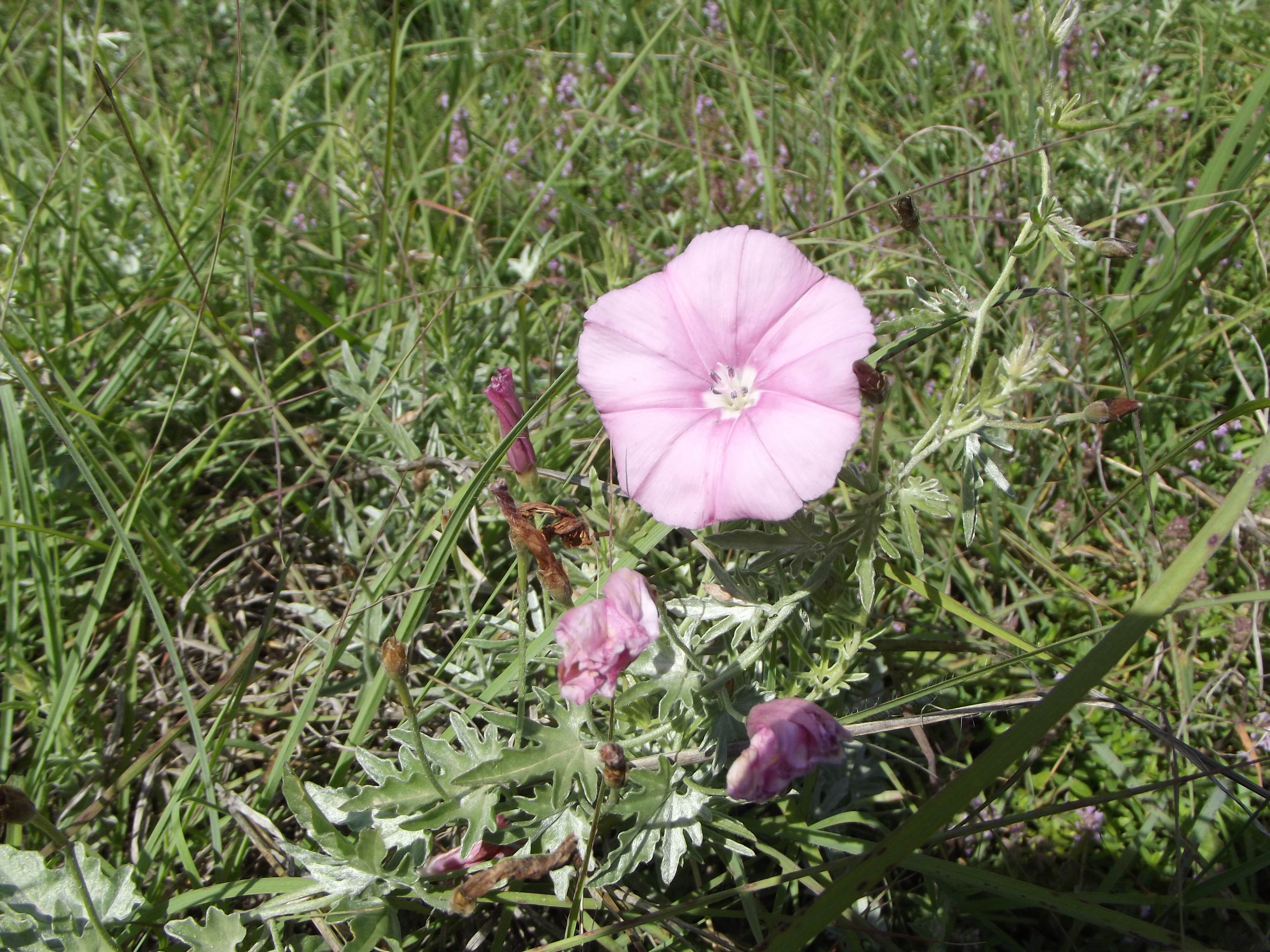
Convolvulus althaeoides subsp. elegantissimus en Bulgarie

Convolvulus elegantissimus est considérée comme une sous-espèce de Convolvulus althaeoides. elle s'en distingue par le cœur blanc de sa corolle et ses feuilles profondément palmatiséquées à 5, 7 ou 9 lobes.